# Slepotice
Slepotice är en ort i Tjeckien.   Den ligger i regionen Pardubice, i den centrala delen av landet, 110 km öster om huvudstaden Prag. Slepotice ligger 247 meter över havet och antalet invånare är 439.
Terrängen runt Slepotice är platt.Runt Slepotice är det ganska glesbefolkat, med 43 invånare per kvadratkilometer. Närmaste större samhälle är Pardubice, 14,2 km väster om Slepotice. Trakten runt Slepotice består till största delen av jordbruksmark.